# فرد نيكولاس
فرد نيكولاس (بالإنجليزية: Fred Nicholas)‏ (25 يوليو 1893 بكوالالمبور في ماليزيا - 20 أكتوبر 1962 في ماليزيا) هو لاعب كركيت ولاعب كرة قدم بريطاني (وحمل سابقاً جنسية المملكة المتحدة لبريطانيا العظمى وأيرلندا) في مركز الهجوم، شارك في الألعاب الأولمبية الصيفية 1920. وشارك مع منتخب المملكة المتحدة الوطني لكرة القدم. أما مع النوادي، فقد لعب مع كورنثيان كاشولز ونادي مقاطعة ساسكس للكريكت ‏.

## وصلات خارجية
- فرد نيكولاس على موقع إي آس بي آن كريك إنفو (الإنجليزية)
- فرد نيكولاس على موقع قاعدة بيانات كرة القدم.إي يو (الإنجليزية)
- فرد نيكولاس على موقع أوليمبيديا (الإنجليزية)
- فرد نيكولاس على موقع اللجنة الأولمبية البريطانية (الإنجليزية)